# Парк ім. Н. Я. Гольденберга
Парк ім. Н. Я. Гольденберга (раніше - Парк імені 50-річчя Жовтня ) — парк-пам'ятка садово-паркового мистецтва загальнодержавного значення, у відповідності з до Постанови Держкомприроди УРСР від 30.08.1990 року № 18 та розташований на території м. Хмільник Вінницької області у заплаві старого русла річки Південний Буг. Охороняється визначний ландшафтний парк, створений у 1967 році. В парку зростає понад 100 видів і форм дерев та чагарників, у т.ч. смерека гребінчаста, модрина європейська, бук західний та інші.

## Історія
Парк засновано в ландшафтному стилі у 1967 році. Ініціаторами створення парку та авторами проекту були працівники житлозахисту Бердичівської ділянки Південно-західної залізниці Коваль В. К., Тиліманчук І. О., а також головний лікар залізничної лікарні Південно-західної залізниці Гольденберг І. Я.
З деревинних та чагарникових порід в парку зростає близько 110 видів, в тому числі ряд екзотів: сосна веймутова, модрина гребінчата, айва японська. Насадження парку мальовничо доповнюють перголи, фонтани, два штучних ставки. В парку обладнано поляну казок.
На території парку розташована залізнична лікарня Південно-західної залізниці.
9 жовтня 2020 року на засіданні Кабміну ухвалено рішення щодо перейменування об'єкту на парк імені Гольденберга.  